# ラキア (漫画)
『ラキア』は、原作：矢島正雄、作画：Boichiによる日本の漫画作品。『モーニング』（講談社）にて連載された。

## 概要
『モーニング』において、2008年49号から2010年47号にかけて不定期連載された。日本からアメリカへと移住してきた一家の娘、葉月ルナを主人公に、彼女の周囲で起きる不可解な出来事をめぐる物語である。

## あらすじ
葉月ルナは、科学者の父がアメリカより招待されたのをきっかけに、家族と共にアメリカへと移住する。エリア51の見学を経て、父の運転する車で荒野を貫く道路を走り、目指すはラスベガス。だが、一家は道路の片隅で傷つきうずくまる1人の老人を見つける。老人はなぜか「俺は生きる資格がない存在だから、俺を助けないで」と車に乗せようとする父の訴えを退けるが、父は最期まで老人を説得し続け、最後には老人が断ったにもかかわらず救急車を呼び、ルナも食べかけていたサンドイッチを差し入れ、その場を去った。それからしばらくして、用を足したくなったルナが車を降りた直後、振り向いた先にいた家族の乗る車は材木を積んだ大型トレーラーに追突され潰れた。そして、トレーラーもコンクリートの道路を突き破って直立し、わずかに荷台に乗ったままの材木と合わせて、あたかも十字架のごとき様相を呈していた。
それから7年後、ルナは日本人留学生の伊佐と共にロサンゼルスのハイスクールで楽しい日々を送っていた。そして彼女が家に帰ると、そこには父や母、兄の充雄がいた。まるで7年前の事故など無かったかのように…。その翌朝、登校中の彼女の前に1人の男が現れる。男はルナを捕まえて路地裏に引きずり込むと恐ろしい剣幕でこう叫ぶ。
「お前の家族はどうして…生き返ったんだ!」
そしてその日の夜、トラックがルナの家に突っ込み、ルナを除きルナの家族が全員死んでしまう。再び家族を失ったルナは、ロサンゼルスを後にし、依佐とともに日本へ帰国。日本の高校での新しい生活が始まった。

## 登場人物
葉月ルナ
この物語の主人公。家族と共にアメリカへ移住するが、交通事故により家族全員を失い1人生き残る。だが、人外の存在「アブラクサス」との契約により家族の命、家族との幸せな時間を取り戻した。それから7年後、事故や契約の事を忘れ去ったまま、家族や親友伊佐と共に幸せな日々を送っていたが、再び家族を失ってしまい、日本に帰国した。
葉月家の人間の中で唯一、納豆が苦手。
内村依佐
ルナの通うロサンゼルスのハイスクールの同級生にして、日本からの留学生。遊び好きで友情を大切にする明るい若者で、ルナを故郷日本にいる親友俊也と同じだけ大切に思っており、その思いは友情から愛へと発展し、いつかは彼女に告白しようと思っている。ルナが帰国するのを機に、いっしょに帰国した。
白柳俊也
依佐の親友。捨て子だったが白柳神父に拾われ、彼の養子となる。
自分のためにいろいろなものを捨ててくれた父のため、神父になりたいと思っている。
ルナの父
有能な科学者で、それが理由でアメリカから招待されたのを機に、一家揃ってアメリカへ移住することを決める。一度は死亡するも、ルナと「アブラクサス」の契約で生き返るが、再び死亡。
ルナの母
心優しい専業主婦で、常に家族全員を大切に思っている。一度は死亡するも生き返るが、再び死亡。
葉月充雄
ルナの兄。明るい性格のお調子者だが、妹ルナを大切に思っている。一度は死亡するも生き返るが再び死亡。
マイケル・アダムス
元救助隊員。7年前の交通事故当時、ルナの父が呼んだ救急車に同乗し、そこで事故現場と生き残ったルナを発見する。その後、ルナが収容された病院にて霊安室に迷い込み、そこで「アブラクサス」と遭遇し、契約を交わすのを目撃する。その後、家族と職を失いながらも7年間かけてルナの居場所と「アブラクサス」の正体を探り出し、ルナの前に姿を現す。そして、「悪魔であるルナを殺せば、俺の家族も蘇るのか…?」という狂気を抱く。
アブラクサス
家族を失ったルナの前に姿を現した人外の存在。ルナに対し「あなたの僕になる。あなたが望むなら、12の供物を貰い受ける条件で7年後に契約を延ばせる」と契約を持ちかけ、ルナが「家族との時間を取り戻せるなら何でもいい」と思った事で契約成立と見なし、「では7年後に会おう」と言い残し姿を消した。
マイケルの調査によると、旧約聖書に書かれている蛇ということだが…。